# Fariha Fathimath
Fariha Fathimath (ur. 10 marca 1987) – malediwska pływaczka specjalizująca się w stylu dowolnym, olimpijka.
Reprezentowała Malediwy w pływaniu 50 m stylem dowolnym na Letnich Igrzyskach Olimpijskich 2000, które odbyły się w Sydney, zajmując 69. miejsce. Jednocześnie odpadła w fazie eliminacji.